# Hans Dahs (Rechtsanwalt, 1935)

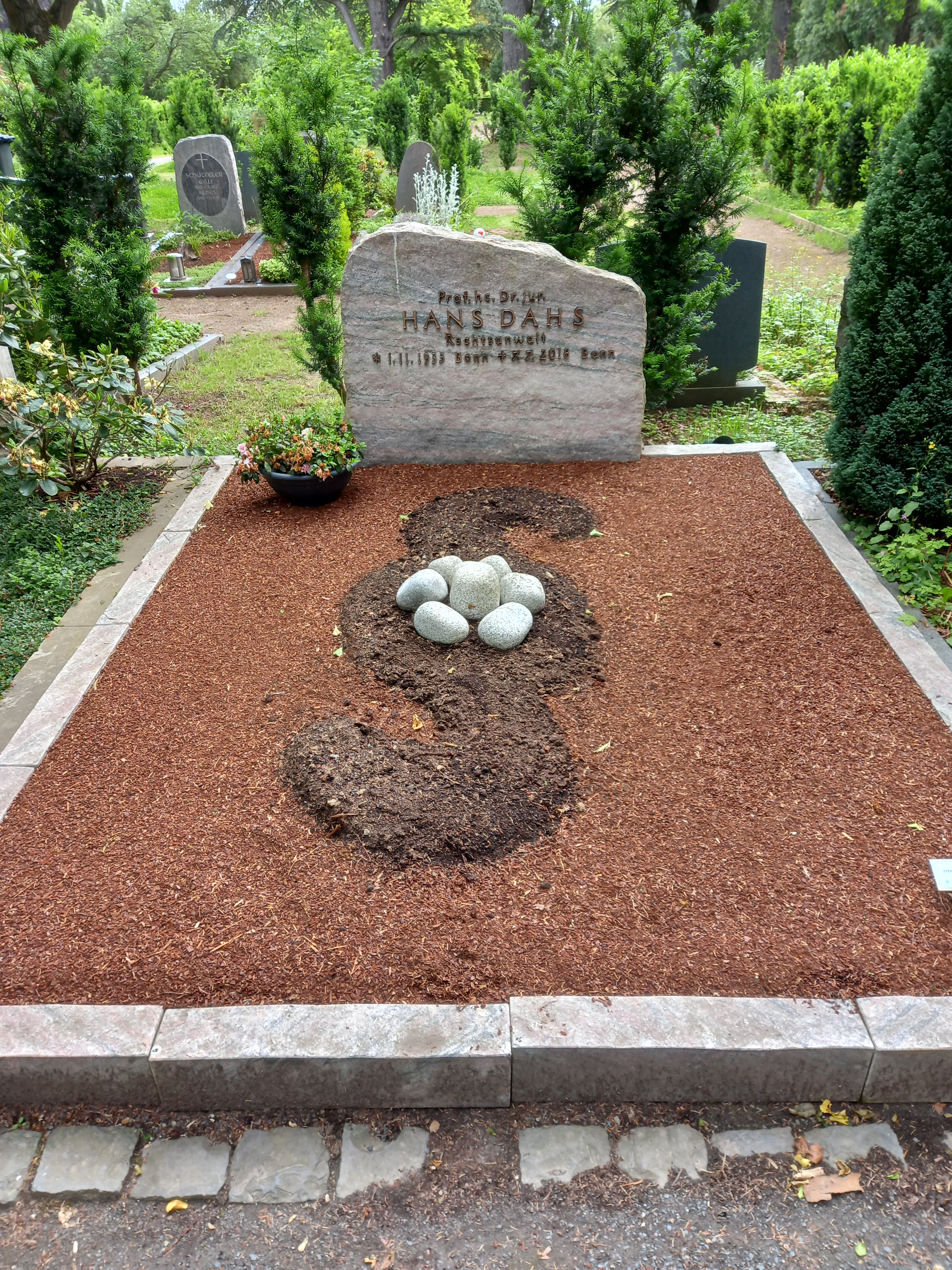
Das Grab von Hans Dahs auf dem Südfriedhof (Bonn)

Logo der Kanzlei

Hans Dahs jun. (* 1. November 1935 in Bonn; † 7. Juli 2018) war ein deutscher Rechtsanwalt.

## Leben
Der Sohn des gleichnamigen Rechtsanwalts Hans Dahs studierte an den Universitäten Bonn, München, Freiburg i. Br. und Zürich Rechtswissenschaft. Nach Promotion und Referendariat trat Dahs 1964 als Anwalt in die 1929 von seinem Vater gegründete Anwaltskanzlei ein, die als Redeker Sellner Dahs firmiert. Spezialisiert auf Strafrecht war er von 1976 bis 2003 Mitglied des Strafrechtsausschusses der Bundesrechtsanwaltskammer, von 1991 bis 1994 als dessen Vorsitzender. Er war Mitherausgeber der Neuen Zeitschrift für Strafrecht sowie Mitautor von Kommentaren zum Strafgesetzbuch und zur Strafprozessordnung. Er war als Strafverteidiger prominenter Beschuldigter bzw. Angeklagter hervorgetreten.
Seit 1983 war er Honorarprofessor an der Universität Bonn. 2005 wurde er als „Doyen der deutschen Strafverteidiger“ mit einer Festschrift geehrt.

## Auszeichnungen und Ehrungen
- Großes Goldenes Ehrenzeichen für Verdienste um die Republik Österreich

## Schriften
- Handbuch des Strafverteidigers. 8. Auflage, Verlag Dr. Otto Schmidt, 2015, ISBN 978-3-504-16556-7.
- Die Revision im Strafprozess. 9. Auflage, Beck-Verlag, München 2017, ISBN 978-3-406-70067-5 nebst Rezension von Werner Leitner, NJW 2018, 766.